# Spoorlijn St Michaelisdonn - Brunsbüttel Nord
De spoorlijn St Michaelisdonn - Brunsbüttel Nord is een Duitse spoorlijn in Sleeswijk-Holstein en is als spoorlijn 1215 onder beheer van DB Netze.

## Geschiedenis
Het gedeelte van St Michaelisdonn - Eddelak werd in 1878 geopend als oorspronkelijke traject van de spoorlijn Elmshorn - Westerland totdat deze in 1920 werd verlegd. Tegelijkertijd werd de verlenging naar Brunsbüttel Nord gebouwd.

## Treindiensten
De lijn is alleen in gebruik voor goederenvervoer.

## Aansluitingen
In de volgende plaats is er een aansluiting op de volgende spoorlijn:
St Michaelisdonn
DB 1210, spoorlijn tussen Elmshorn en Westerland
DB 1216, spoorlijn tussen St Michaelisdonn en Marne